# Vouarana guianensis
Espèce
Synonymes
Selon GBIF (9 juin 2024)
- Crudia vouarana DC.
- Cupania voua-rana (DC.) Cambess.
- Ephielis vouarana Spreng.
- Matayba voua-rana DC.
- Touchiroa vouarana Rich. ex DC.

Vouarana guianensis est une espèce d'arbre d'Amérique du sud, appartenant à la famille des Sapindaceae. Il s'agit de l'espèce type du genre Vouarana
Il est connu au Suriname sous le nom de Singabaasi (Saramaka), Gawetri, Gawtri, et en Guyane comme Gangouti blanc (Créole) et Tapelemiu (Wayãpi).

## Description
Vouarana guianensis est un arbre haut de 12-15 m.
Le tronc atteint 25 cm de diamètre.
L'écorce est lisse, brune, avec l'écorce interne rougeâtre.
Les branches sont sillonnées, pubérulentes.
Les feuilles sont imparipennées, avec le rachis et pétiole longs de 8-25 cm, légèrement aplatis et anguleux, striés, pubérulents.
On compte 5-9 folioles, alternes, chartacées, à surface adaxiale glabre, et à surface abaxiale glabre ou légèrement pubérulente, surtout le long de la nervure centrale proéminente, les aisselles des nervures fovéées, oblongues ou elliptiques, mesurant 7-17(30) x 3,2-7,5(12) cm, la base obtuse ou aiguë, décurrente dans le pétiolule allongé, l'apex ohtus à légèrement acuminé, les marges entières, et les pétiolules minces, pubérulents.
Les thyrses sont distaux, paniculés, longs de 9-25 cm, les axes minutieusement pubescents.
Les fleurs sont en dichasie simple pédonculée, le calice vert, pubérulent, les sépales longs de 1,5-1,7(2) mm, ovales, libres jusqu'à la base, ciliés.
Les pétales sont crème ou blancs, aussi longs que les sépales, ciliés, avec deux appendices laineux marginaux suprabasaux.
Le fruit est une capsule brune, aplatie-pyriforme, longue de 2,8-3,5 cm, le péricarpe ligneux, d'environ 3 mm d'épaisseur, l'endocarpe légèrement laineux brunâtre à pubérulent.
Les graines sont brunes, presque ellipsoïdes, longues de 2-2,5 cm, avec un arille trigone, charnu et jaunâtre à la base.
En 1952, Lemée propose la description suivante de Vouarana guianensis :

« V. guianensis Aubl. Arbre à rameaux subcylindriques, glabres lenticellés ; feuilles alternes, sans stipules, pétiolées, paripennées, à 3-6 paires de folioles pétiolulées alternes ou parfois subopposées elliptiques ou oblongues acuminées entières chartacées à nervures espacées, glabres sur les 2 faces ; panicules axillaires au sommet des rameaux, plus courtes ou aussi longues que les feuilles, formées de petites cymes denses stipitées pubérulentes ainsi que les pédicelles courts articulés avec petites bractées et bractéoles ; fleurs petites régulières polygames, 5 sépales libres pétaloïdes, imbriqués, sur 2 rangs, 5 pétales onguiculés ciliés ayant en dedans au-dessus de l'onglet 2 écailles poilues subégales au limbe, disque, régulier glabre sublobé, 8 étamines exsertes, filets filiformes comprimés poilus, anthères petites glabres, ovaire comprimé soyeux au sommet, à 2 loges 1-ovulées, style subulé, à 2 lignes stigmatiques ; capsule,compriinée pyriforme 2-sillonnée coriace glabre en dehors, laineuse en dedans, bivalve, à 2 loges et 2 graines ellipsoïdales lisses sans arille. - Cayenne ; riv. des Gralibis. »

— Albert Lemée, 1952.

## Répartition
Vouarana guianensis est distribué du Costa Rica au sud du Pérou.

## Écologie
Vouarana guianensis est un arbre commun de plaine, dans les forêts humides, non inondées et les forêts-galeries.
Les feuilles de Vouarana guianensis abritent des insectes gallogènes.
les fruits sont consommés par les primates.

## Usages
Vouarana guianensis est considéré comme une plante magique Winti au Suriname.
Les feuilles sont employées pour le soin des bébés chez les Saramaka.

## Protologue

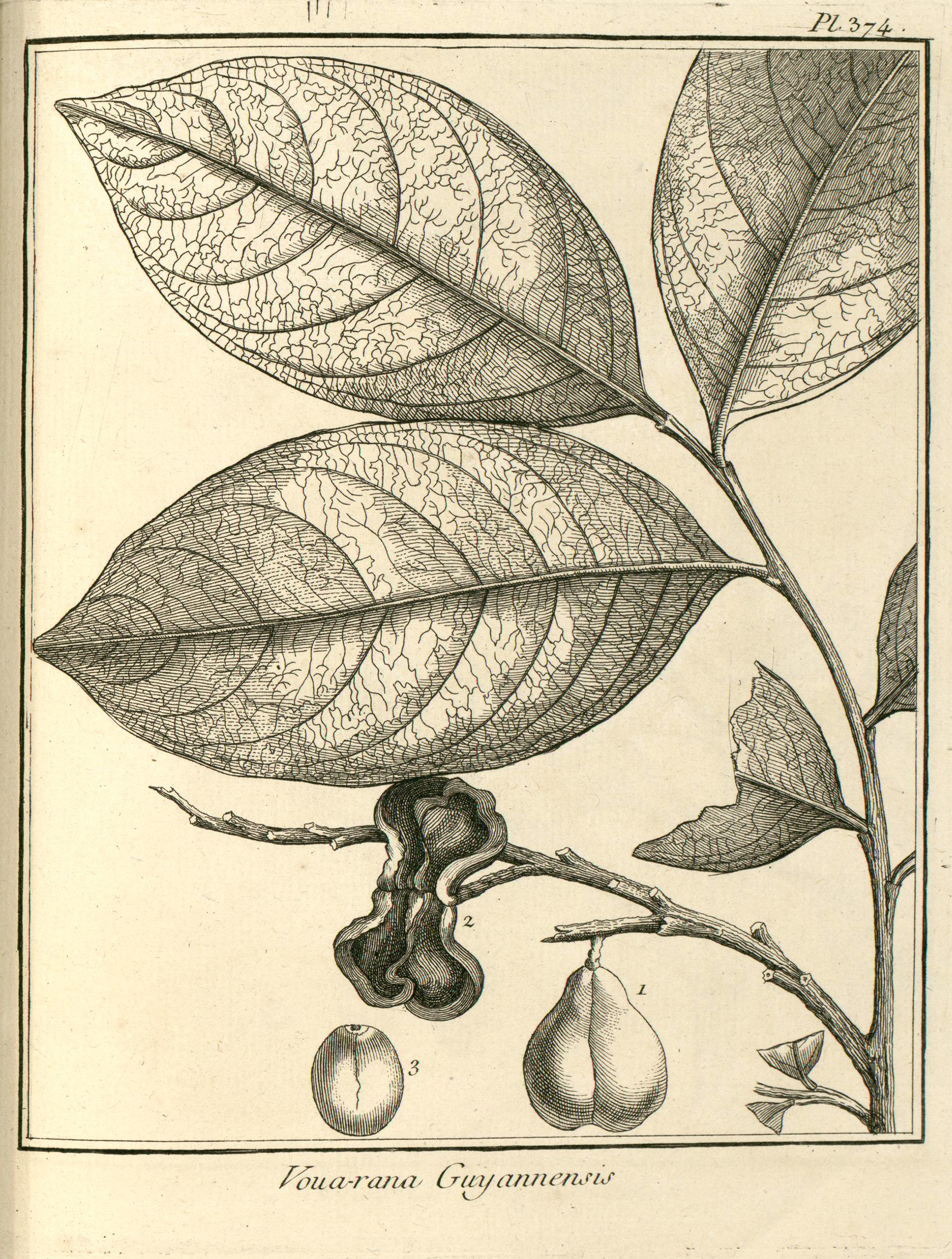
Vouarana guianensis par Aublet (1775) 1. Capſule. - 2. Capſule ouverte en deux valves. - 3. Graine.

En 1775, le botaniste Aublet a décrit Vouarana guianensis et en a proposé le protologue suivant :
« 1. VOUARANA (guianenſis). (Tabula 374.)
Arbor mediocris, trunco octo-pedali, in ſummitate ramoſo ; ramis hinc & indè ſparſis ; ramulis folioſis. Folia alterna, imparipinnata ; foliolis ſex, alternis, remotis, ovatis, acutis, glabris, integerrimis, ſubſeſſilibus, coſtæ anguloſæ adnexis. Fructus racemoſi & terminales.
Fructum ferebat Maio.
Habitat in ſylvis prope amnem Galibienſem.
Nomen Caribæum 'VOUARANA'.
LE VOIRANE de la Guiane. (PLANCHE 374.)
Cet arbre eſt de moyenne grandeur. Son tronc a tout au plus ſix à huit pieds de hauteur. Son écorce eſt liſſe & cendrée, & l'on bois eſt blanc. Les branches, qui terminent le tronc, s'étendent & portent des rameaux épars, garnis de feuilles. Chaque feuille eſt compoſée de ſix folioles écartées, & poſées alternativement ſur une côte anguleuſe, terminée par une impaire. Leur forme & leur poſition ſont exprimées dans la figure.
Je ne l'ai rencontré qu’en fruit.
Les fruits viennent par grappes à l'extrémité des rameaux. Chaque fruit eſt une capsule à deux loges, dure, coriace, qui s'ouvre par le haut juſqu'à ſa baſe en deux portions qui ne tombent pas, & dans le milieu deſquelles on voit la moitié de la cloiſon qui partageoit ce fruit. Chaque loge contient une graine attachée au fond de la capſule. Cette graine reſſemble à un petit gland de couleur brune & liſſe.

J’ai trouvé cet arbre en fruit au mois de Mai, dans les forêts près la crique des Galibis. »
— Fusée-Aublet, 1775.